# Lioptilodes zapalaicus
Lioptilodes zapalaicus là một loài bướm đêm thuộc chi Lioptilodes, có ở Argentina và Peru. Loài bướm này bay vào tháng 10, tháng 12, tháng 1 và tháng 4, và có sải cánh khoảng 18-21 milimét.